# Leptocentrus erecta
Leptocentrus erecta är en insektsart som beskrevs av Mohammad och S. Ahmad. Leptocentrus erecta ingår i släktet Leptocentrus och familjen hornstritar. Inga underarter finns listade i Catalogue of Life.